# RPK-201輕機槍
RPK-201（俄羅斯國防部火箭炮兵裝備總局代號：6P55／6П55）是一款由俄罗斯聯邦槍械製造商伊茨瑪希工廠（俄语：Концерн „Калашников“，俄语罗马化：Kontsern Kalashnikova）所研製及生產的轻机枪，可說是AK-101突击步枪的重槍管自動步槍版本，而這又是沿襲自原來的AK及其後繼的衍生型的AK-74的設計，是AK槍族成員之一。RPK-201和RPK-203、RPK-74M的設計上都非常相似，唯一的區別是口徑和相應的彈匣類型。RPK-201是當中發射5.56×45毫米（SS109／M855）北約口徑制式步枪子彈的出口版本。

## 設計
相比起AK-74M、AK-101和AK-103這些類似設計的全尺寸型步槍，RPK-74M、RPK-201和RPK-203的明顯之處是延長、加重的槍管，使它們成為一種介乎於全尺寸型步槍和彈鏈供彈式機槍之間的中間型型號。
這種步槍可以所製成得如此輕巧的原因，就是以能夠防震的現代化復合工程塑料取代舊型號所採用的木材。新的塑料結構可以防止各種惡劣的氣候，以及生鏽。塑料結構也使得這種武器比起木製的型號更是相當輕。
該機槍的機匣是由衝壓钢所製成。其45發可拆式的黑色彈匣令火力持續性提高；並且以玻璃纖維增強塑料所製成，比舊型號的彈匣更輕巧和更耐用。另外也可通用AK-101的30發彈匣，以解決其供彈具彈盡時或45發彈匣較重和較長的問題。而槍托也是由聚合物塑料所製成，這使它重量更輕和更耐用，而且其內部是附件儲存室，可以把內藏清槍配備的工具盒儲存在槍托內部。
RPK-201具有約590毫米（23.23英吋）的槍管與RPK-74M的槍口消焰／制退器，前者使有效射程及槍口初速比AK-101高，後者則是以降低連續射擊時的後座力，而且備有可提高射擊精度及方便伏姿射擊的鋼板壓鑄成型式摺疊兩腳架。該機槍還可加裝光学瞄準鏡。然而，由於它使用固定槍管，無法長時間連續射擊，實際上只屬於重槍管自动步枪。
RPK-200系列是由俄罗斯伊熱夫斯克的伊熱夫斯克機器製造廠所生產。

## 其他
RPK-74及RPK-74M在俄羅斯仍然是主要制式裝備，而5.56×45毫米的RPK-201主要用於出口。

## 使用國
- 斐济[1]

## 資料來源
1. ↑  . altair.pl.   [2016-02-21]. （原始内容存档于2016-03-04） （波兰语）.

## 外部連結
- （英文）—Catalog Rosoboronexport—5.56 mm Kalashnikov light machine gun with folding stock RPK-201（页面存档备份，存于）
- （英文）—Military-Today.com—RPK-200 Series Light Machine Gun（页面存档备份，存于）